# 32. ceremonia wręczenia nagród Brytyjskiej Akademii Filmowej
32. ceremonia rozdania nagród Brytyjskiej Akademii Sztuk Filmowych i Telewizyjnych.
 Najwięcej statuetek (4) otrzymał film Julia.

## Laureaci
Laureaci oznaczeni są wytłuszczeniem

### Najlepszy film
- Julia
- Bliskie spotkania trzeciego stopnia
- Gwiezdne wojny: część IV - Nowa nadzieja
- Midnight Express

### Najlepszy aktor
- Richard Dreyfuss − Dziewczyna na pożegnanie
- Brad Davis − Midnight Express
- Anthony Hopkins − Magia
- Peter Ustinov − Śmierć na Nilu

### Najlepsza aktorka
- Jane Fonda − Julia
- Anne Bancroft − Punkt zwrotny
- Jill Clayburgh − Niezamężna kobieta
- Marsha Mason − Dziewczyna na pożegnanie

### Najlepsza aktor drugoplanowy
- John Hurt − Midnight Express
- Gene Hackman − Superman
- Jason Robards − Julia
- François Truffaut − Bliskie spotkania trzeciego stopnia

### Najlepsza aktorka drugoplanowa
- Geraldine Page − Wnętrza
- Angela Lansbury − Śmierć na Nilu
- Maggie Smith − Śmierć na Nilu
- Mona Washbourne − Stevie

### Najlepsza reżyseria
- Alan Parker − Midnight Express
- Robert Altman − Dzień weselny
- Steven Spielberg − Bliskie spotkania trzeciego stopnia
- Fred Zinnemann − Julia

### Najlepszy scenariusz
- Alvin Sargent − Julia
- Steven Spielberg − Bliskie spotkania trzeciego stopnia
- John Considine, Patricia Resnick, Allan F. Nicholls, Robert Altman − Dzień weselny
- Neil Simon − Dziewczyna na pożegnanie

### Najlepsze zdjęcia
- Douglas Slocombe − Julia
- Frank Tidy − Pojedynek
- Geoffrey Unsworth − Superman
- Vilmos Zsigmond − Bliskie spotkania trzeciego stopnia

### Najlepsza scenografia/dekoracja wnętrz
- Joe Alves − Bliskie spotkania trzeciego stopnia
- Gene Callahan, Willy Holt, Carmen Dillon − Czas apokalipsy
- John Barry − Gwiezdne wojny: część IV - Nowa nadzieja
- John Barry − Superman

### Najlepsze kostiumy
- Anthony Powell − Śmierć na Nilu
- Anthea Sylbert, Joan Bridge, Annalisa Nasalli-Rocca − Julia
- John Mollo − Gwiezdne wojny: część IV - Nowa nadzieja
- Tom Rand − Pojedynek

### Najlepszy dźwięk
- Sam Shaw, Robert R. Rutledge, Gordon Davidson, Gene Corso, Derek Ball, Don MacDougall, Bob Minkler, Ray West, Michael Minkler, Les Fresholtz, Richard Portman, Ben Burtt − Gwiezdne wojny: część IV - Nowa nadzieja
- Gene S. Cantamessa, Robert Knudson, Don MacDougall, Robert Glass, Stephen Katz, Frank E. Warner, Richard Oswald, David M. Horton, Sam Gemette, Gary S. Gerlich, Chester Slomka, Neil Burrow − Bliskie spotkania trzeciego stopnia
- Michael Colgan, Les Lazarowitz, John Wilkinson, Robert W. Glass Jr., John T. Reitz − Gorączka sobotniej nocy
- Chris Greenham, Gordon K. McCallum, Peter Pennell, Mike Hopkins, Pat Foster, Stan Fiferman, John Foster, Roy Charman, Norman Bolland, Brian Marshall, Charles Schmitz, Richard Raguse, Chris Large − Superman

### Najlepszy montaż
- Gerry Hambling − Midnight Express
- Michael Kahn − Bliskie spotkania trzeciego stopnia
- Paul Hirsch, Marcia Lucas, Richard Chew − Gwiezdne wojny: część IV - Nowa nadzieja
- Walter Murch − Julia

### Nagroda im. Anthony’ego Asquita za muzykę
- John Williams − Gwiezdne wojny: część IV - Nowa nadzieja
- Georges Delerue − Julia
- Barry Gibb, Maurice Gibb, Robin Gibb − Gorączka sobotniej nocy
- John Williams − Bliskie spotkania trzeciego stopnia

### Najbardziej obiecujący debiut aktorski w głównej roli
- Christopher Reeve − Superman
- Brad Davis – Midnight Express
- Mary Beth Hurt − Wnętrza
- Melanie Mayron − Girlfriends

## Podsumowanie
Laureaci

Nagroda / Nominacja
- 4 / 10 – Julia
- 3 / 6 – Midnight Express
- 2 / 6 – Gwiezdne wojny: część IV - Nowa nadzieja
- 1 / 2 – Wnętrza
- 1 / 3 – Dziewczyna na pożegnanie
- 1 / 4 – Śmierć na Nilu
- 1 / 5 – Superman
- 1 / 9 – Bliskie spotkania trzeciego stopnia

Przegrani
- 0 / 2 – Dzień weselny
- 0 / 2 – Pojedynek
- 0 / 2 – Gorączka sobotniej nocy